# Castro y Güiro
Castro y Güiro är en ort i Mexiko.   Den ligger i kommunen Macuspana och delstaten Tabasco, i den sydöstra delen av landet, 700 km öster om huvudstaden Mexico City. Castro y Güiro ligger 6 meter över havet och antalet invånare är 205.
Terrängen runt Castro y Güiro är mycket platt. Runt Castro y Güiro är det ganska tätbefolkat, med 65 invånare per kvadratkilometer. Trakten runt Castro y Güiro består till största delen av jordbruksmark.